# Dottersack

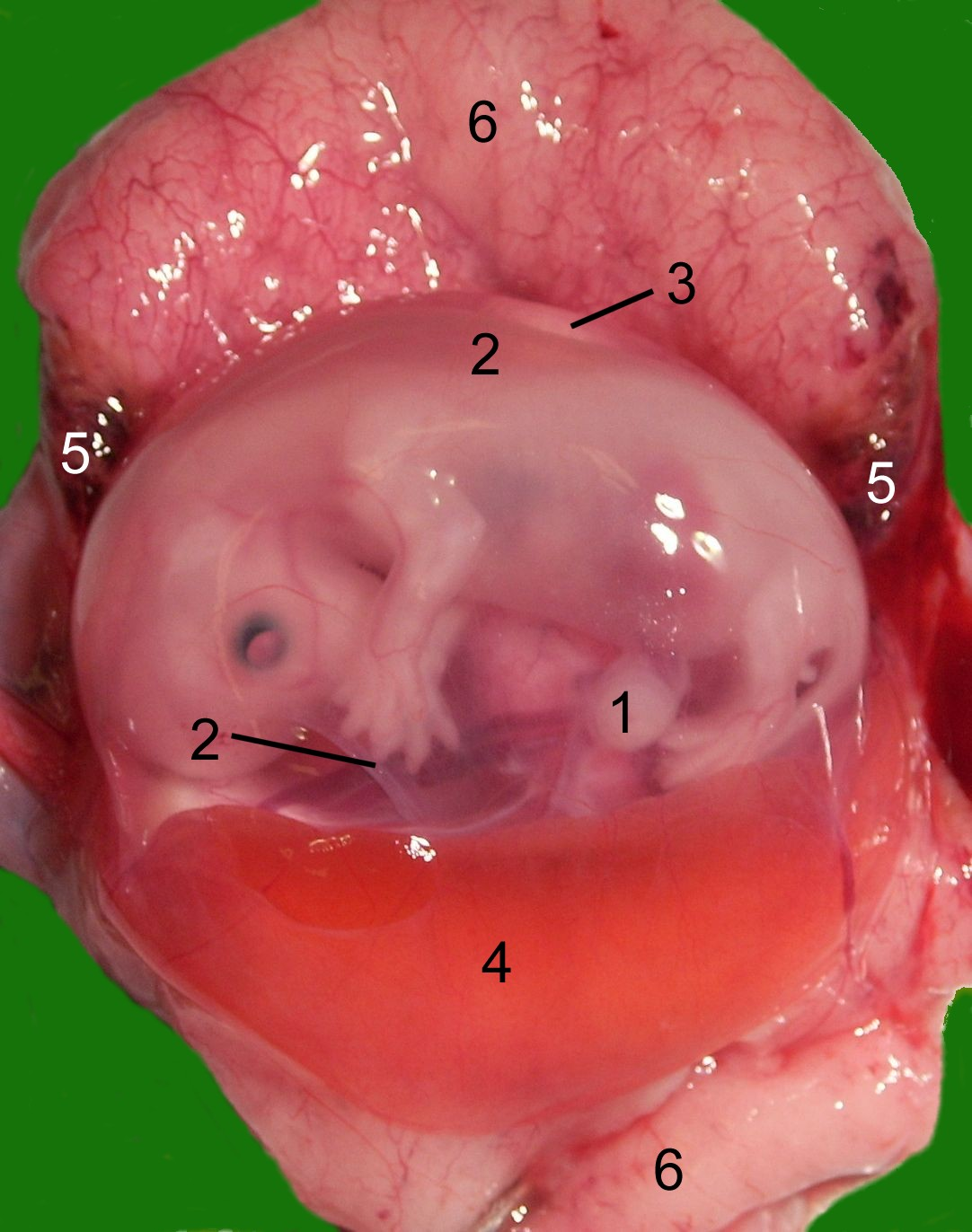
Eröffnete Gebärmutter einer Katze mit einem Fötus in der Mitte der Trächtigkeit. 1 Nabel, 2 Amnion, 3 Allantois, 4 Dottersack, 5 sich entwickelndes Randhämatom, 6 mütterlicher Teil der Plazenta.

Der Dottersack (lat. Saccus vitellinus) ist das ausschließliche Ernährungsorgan der Embryonen der eierlegenden Wirbeltiere. Lebend gebärende Haie, Reptilien und Säugetiere bilden meist zusätzlich Plazenten aus, die im Laufe der weiteren Embryonalentwicklung mehr oder weniger die komplette Ernährung über den mütterlichen Blutkreislauf sicherstellen. 

## Säugetiere
Der aus den dotterarmen Eizellen der Höheren Säugetiere entstehende Dottersack ist nur mit einer serösen Flüssigkeit gefüllt und hat keine Ernährungsfunktion. Dennoch ist der Dottersack nicht nur ein stammesgeschichtliches Überbleibsel (Rudiment), sondern ein in der frühen Entwicklungsphase notwendiges Organ. Beim Menschen erreicht er eine Größe von bis zu 5 mm und übernimmt vor der Ausbildung der Leber zum Teil deren Stoffwechselfunktion. Aus der Wand des Dottersackes gehen die Keimzellen sowie die Stammzellen für die Blutbildung hervor. 
Mit der Abschnürung des Darmrohres vom Dottersack und der lateralen Abfaltung der Embryonalanlage engt sich die Verbindung zum Dottersackstiel ein. In ihm verlaufen der Dottergang sowie die zu- und abführenden Gefäße des Dottersackkreislaufs. Bei einigen Säugetieren (z. B. Pferde, Hunde, Katzen) bildet sich vorübergehend eine echte Dottersackplazenta aus und der Dottersack bleibt als kleines Säckchen bis zur Geburt erhalten. Bei Paarhufern trennt sich der Dockersack infolge der vollständigen Trennung beider Blätter des Mesoderm vollständig ab und bildet sich zu einem kleinen Nabelbläschen (Vesicula umbilicalis) zurück.

## Literatur

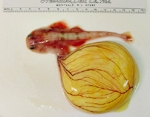
Embryo des ovoviviparen Engelhais mit Dottersack
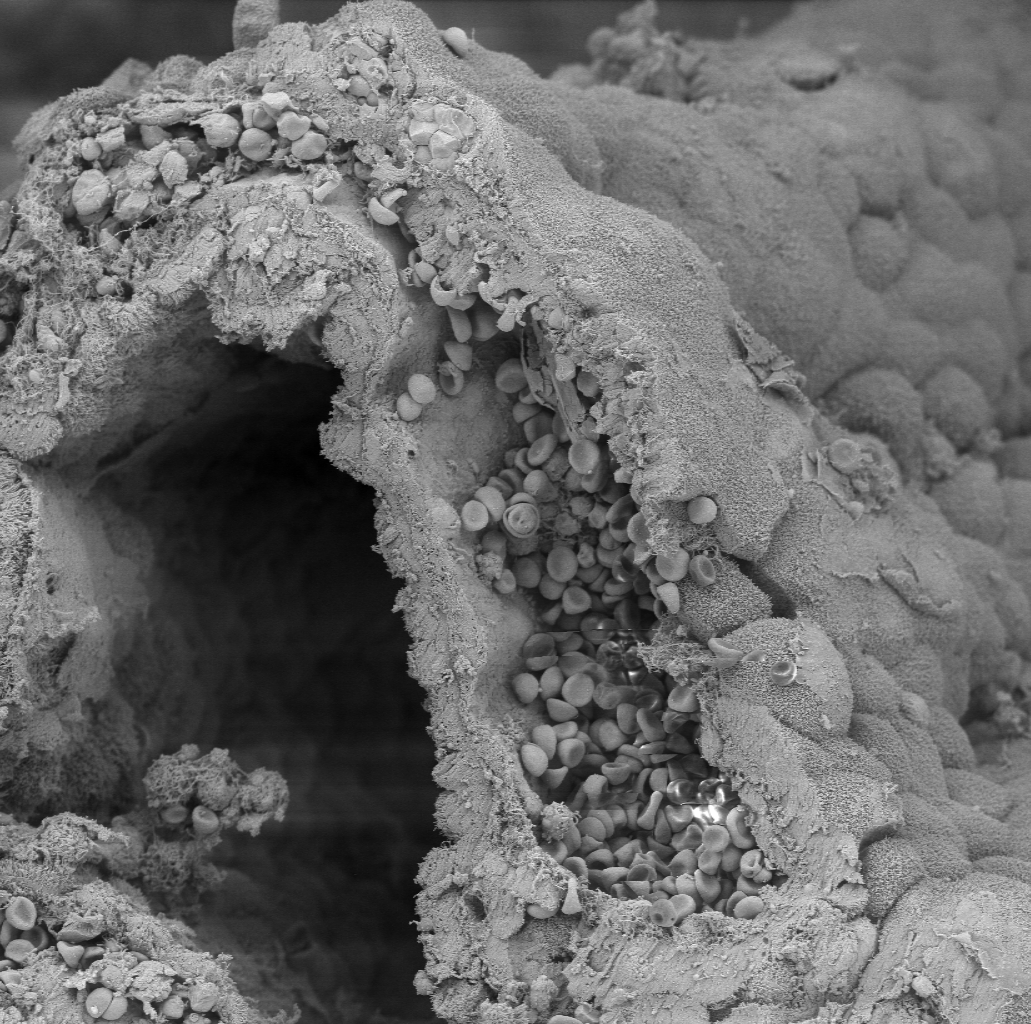
Querschnitt durch den Dottersack eines Hundes. Beachte die zahlreichen Blutzellen in der Dottersackwand. REM-Aufnahme